# 蒂薩切蓋

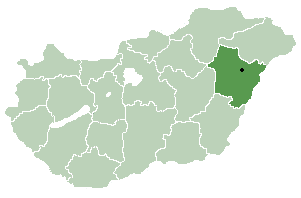

蒂薩切蓋是匈牙利的城鎮，位於該國東部，由豪伊杜-比豪爾州負責管轄，面積136.4平方公里，2011年人口4,497，其中約四成居民信奉基督教。
47°42′N 21°00′E / 47.700°N 21.000°E